# S/PDIF
S/PDIF được viết tắt bởi cụm từ Sony/Philips Digital Interface Format, nghĩa là Chuẩn giao tiếp kỹ thuật số của Sony và Phillips, và cũng được gọi IEC 958 loại II, vì nó là một phần của IEC-60958. Đây là một trong những chuẩn giao tiếp chuyên dụng trong các thiết bị âm thanh kỹ thuật số. Jack cắm S/PDIF giống như những jack bông sen thông dụng ngoài thị trường. Những thiết bị âm thanh có hỗ trợ chuẩn này sẽ giúp cho việc truyền tải âm thanh một cách chính xác, trong sạch, không bị suy hao khi truyền tải.
S/PDIF là một chuẩn được biết đến như AES/EBU trong phiên bản người tiêu dùng.

## Ứng dụng
S/PDIF đầu tiên được dùng với CD players (và DVD players), nhưng đã trở nên phổ biến trên các thành phần âm thanh khác như Minidiscs và các card âm thanh máy vi tính hiện đại. Nó cũng phổ biến trong âm thanh xe hơi, nơi mà một số lượng lớn việc lắp ráp đi dây có thể được thay thế với một sợi cáp quang đơn miễn là không bị nhiễu điện.
Một phổ biến khác mà dùng giao diện S/PDIF là để mang tín hiệu âm thanh kỹ thuật số đã được nén như được định nghĩa bởi chuẩn IEC 61937. Kiểu này được dùng để kết nối đường ra của DVD player tới một bộ nhận rạp hát gia đình mà hỗ trợ Dobly Digital hoặc âm thanh vòm DTS.

## Đặc điểm kỹ thuật phần cứng
Đặc điểm kỹ thuật của S/PDF cho phép nhiều loại cáp khác nhau và việc kết nối phải kết nối đến từng thiết bị sử dụng. Những chuẩn cáp cho loại thiết bị này là "coaxial" (Cáp đồng trục) và "RCA jack" (Jack bông sen). Loại khác được gọi là "optical" (cáp quang) với từ "Toslink" thường được dùng. Hoặc ít sử dụng thường xuyên hơn như: EIAJ Optical. Các bộ chuyển đổi tồn tại để chuyển đổi từ coaxial RCA Jack S/PDIF đến Optical Toslink S/PDIF và ngược lại (mặc dù hầu hết các bổ chuyển đổi cá nhân thì chỉ có một cách). Tất cả đòi hỏi một số sắp xếp cung cấp nguồn bên ngoài. Phiên bản "optical" là thuận lợi cho các ứng dụng nơi mà độ nhiễu điện hoặc nhiều dây được đưa ra như âm thanh trên xe hơi.
S/PDIF được phát triển từ một chuẩn đã được dùng trong lĩnh vực âm thanh chuyên nghiệp, được biết như AES/EBU mà được dùng phổ biến trong hệ thống băng âm thanh kỹ thuật số (được gọi tắt là DAT) và được dùng chuyển đổi trong phòng thu chuyên nghiệp.